# Ђорђе Н. Бабић
Ђорђе Н. Бабић је био српски глумац, комичар и имитатор у медијима са почетка 20. века описан као "први српски комичар и имитатор". Могуће да је био зачетник стендап комедије у Србији. Започео је каријеру 1879. године када се појавио на јавној и позоришној сцени Србије, а 1909. је прославио тридесет година рада о чему је писао илустровани часопис "Недеља".

## Каријера
Када се он појавио као глумац, комика је била новина за српску публику. Бабић се појавио у доба када су се створиле две политичке странке радикална и напредна, те је одмах био гледан подозриво са обе стране политичке струје, и постављало се питање "је ли наш или није наш". Бабић је због својих изјава и имитација често морао да одговара пред властима. Он је поред критиковања власти, по писању часописа "Недеља" имитирао и мушке и женске  ликове, српског сељака и сељанку, Македонца, Црногорца, Банаћана и много типова из београдског живота, али и верне имитације странаца попут Руса, Чеха, Цигана, Јевреја и других, које је публика са задовољством прихватала. Био је имитатор и импровизатор коме није било равног, а често је имитирао и јавне личности и одлично подражавао њихове гласове. Године 1899. је био осуђен на две и по године затвора због наводне увреде Краља Милана. Због те осуде је морао напустити Србију што му је разорило брак и породицу, од жене и седморо деце, остао је сам са четворо деце. Вратио се након пада династије Обреновић. У свом репертоару је имао имитације око 200 јавних личности, међу њима Јована Ристића, Милутина Гарашанина, Краља Милана, Радивоја Милојковића, Јакова Туцаковића, Ранка Тајсића и других. У време кад је чланак објављен (2. јула 1909) Бабић је све слабије наступао и доста боловао, те му је часопис поручио "Ради неуморни трудбениче, а заслуга твоја неће се заборавити". У листу "Мали журнал" записано је да када је завршио у болници, јавност је захтевала да му се помогне, а власти су биле против тога.